# یواس‌اس ویهاوکن (سی‌ام-۱۲)
یواس‌اس ویهاوکن (سی‌ام-۱۲) (به انگلیسی: USS Weehawken (CM-12)) یک کشتی بود که طول آن ۳۵۰ فوت (۱۱۰ متر) بود. این کشتی در سال ۱۹۲۰ ساخته شد.